# Seabee

O logotipo dos Seabees

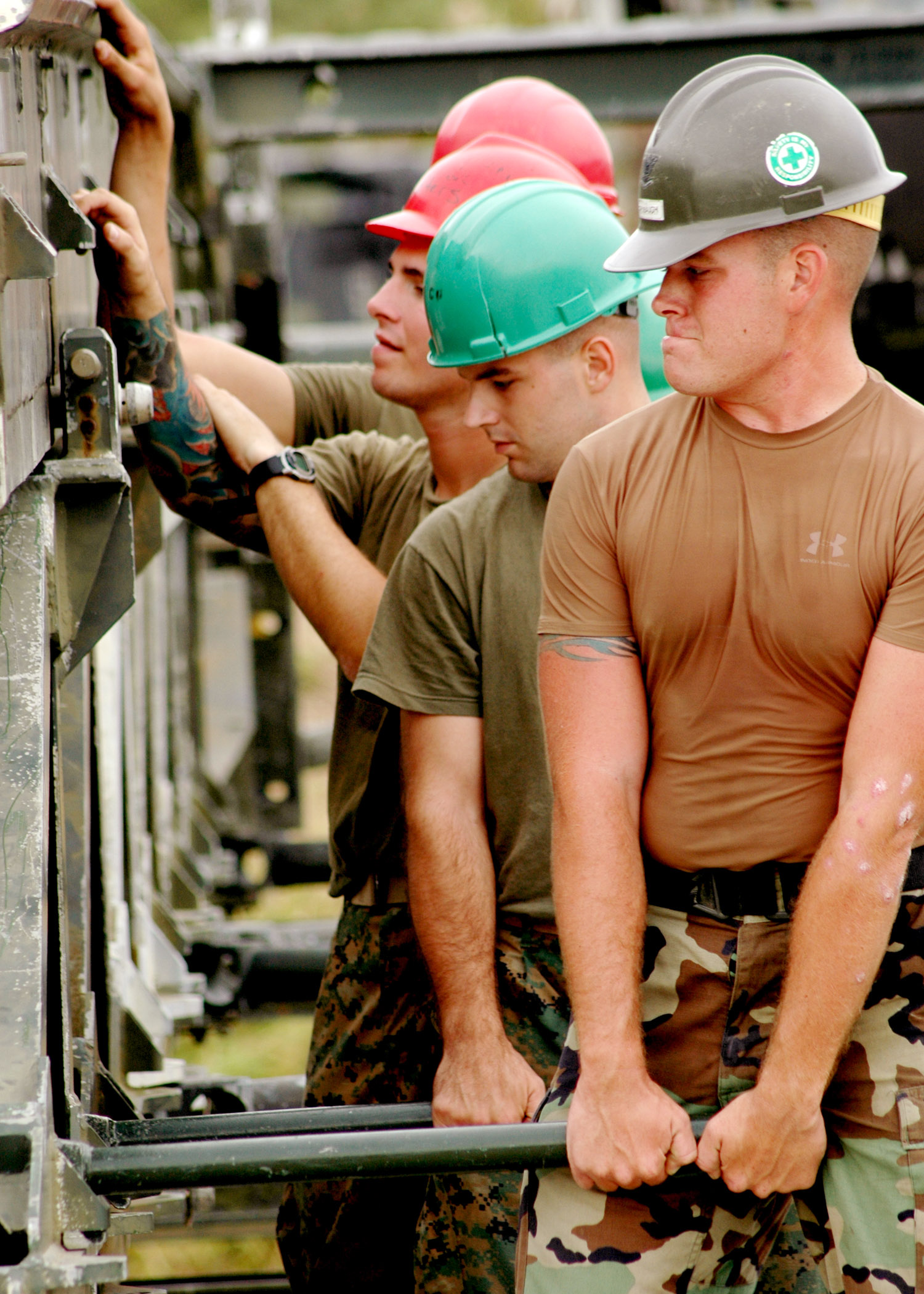
Seabees e fuzileiros durante o treinamento.

Seabees são membros dos batalhões de construção da Marinha dos Estados Unidos. A palavra Seabee é um nome próprio que vem das iniciais de Batalhão de Construção (CB) da Marinha dos Estados Unidos. Os militares americanos têm uma longa história de construção de bases, terraplenagem e a pavimentação de milhares de quilômetros de estrada e pistas de pouso, e realizar uma miríade de outros projetos de construção em uma ampla variedade de teatros militares, iniciaram com a Segunda Guerra Mundial em  1942.